# Lynx Scout Car
Lynx Scout Car – opancerzony samochód rozpoznawczy produkcji kanadyjskiej, używany podczas II wojny światowej.

## Historia
Samochód rozpoznawczy Lynx został zaprojektowany w 1941 roku, a jego konstrukcja była oparta na brytyjskim samochodzie rozpoznawczym Daimler Dingo. Produkcja rozpoczęła się w roku 1942 i trwała do 1945. Łącznie w zakładach Ford Canada w Windsor wyprodukowano 3255 egzemplarzy wozów bojowych Lynx. Kadłuby pojazdów produkowane były przez przedsiębiorstwo International Harvester, w Hamilton.

## Budowa
Konstrukcja samochodu pancernego Lynx była bardzo zbliżona do pojazdu Daimler Dingo. Pancerz miał grubość od 12 do 30 mm, co było wystarczającym zabezpieczeniem przed ciężkim ostrzałem z broni ręcznej, a bezpieczeństwo pojazdu było oparte na jego niskiej sylwetce i szybkości. Opony miały rozmiar 9.00 x 16, co było standardem w tego typu konstrukcjach. We wnętrzu pojazdu zastosowano unikatowy system siedzenia kierowcy, które ustawione jest pod kątem względem toru jazdy. Deskę rozdzielczą umieszczono po prawej strony od kierownicy, a nad nogami pasażera gotowe do natychmiastowego użycia było 8 magazynków do karabinu maszynowego Bren, które umieszczono na specjalnej półce. Pojazd wyposażony był w radiostację No. 19 umieszczoną za siedzeniem kierowcy. Konstrukcja nie zapewniała załodze wygody, biorąc pod uwagę układ wnętrza pojazdu.

### Warianty

#### Ford I, Scout Car Mk III, Lynx 1 (SC-1)
Wczesne modele cierpiały na częste przegrzewanie się silnika, który umieszczony był z tyłu pojazdu. Kolejnym mankamentem były liczne uszkodzenia tylnej osi, która narażona była na liczne dysfunkcje, ze względu na jazdę tylko na tylnych kołach, poprzez niedociążony przód pojazdu. Późniejsze modele po numerze seryjnym 336 wyzbyły się tych mankamentów poprzez dokonanie zmian we wlotach powietrza oraz umieszczenie na przedzie pojazdu kanałów, do których wsypywany był piasek.

#### Ford 2, Scout Car Lynx 2 (SC-2/C29SR)
Składany dach pancerny został zastąpiony przez brezentowe płótno, analogicznie jak w przypadku Daimler Dingo. Zwiększono też ciężar osi oraz sprężyn, co bezpośrednio wpłynęło na zwiększenie wytrzymałości podwozia; zmniejszyło się także przełożenie układu kierowniczego względem wersji Lynx 1. Kanały na piasek zostały przeniesione na tył pojazdu.

#### Działo samobieżne na podwoziu Lynx
Istniała także wersja, którą uzbrojono w armatę 2-funtową oraz osłonę, chroniącą obsługę działa. Podstawa działa nie była obrotowa, więc by namierzyć cel trzeba była manewrować całym pojazdem. Nieznana jest liczba wyprodukowanych pojazdów w tej wersji.